# 台湾総督府鉄道3形蒸気機関車

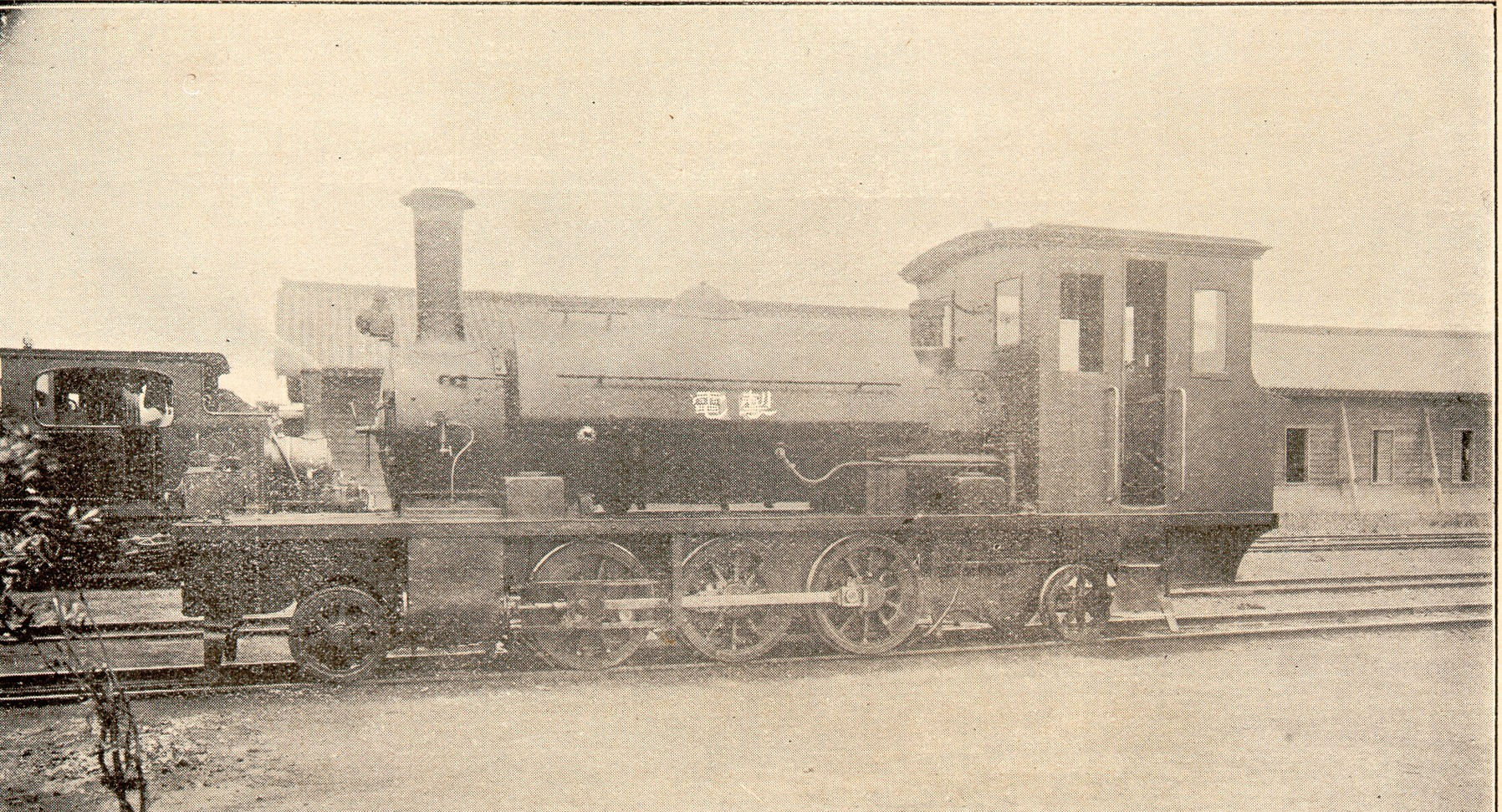
掣電機関車

3形は、かつて日本統治下の台湾総督府鉄道に所属したタンク式蒸気機関車である。

## 概要
もとは、清国政府が1889年（光緒15年）および1893年（光緒19年）にイギリスのホーソン・レスリー社(Hawthorn Leslie & Co.)から3両ずつ、計6両を輸入した、車軸配置2-6-2(1C1)、2気筒単式の飽和式小型サドルタンク機関車である。番号は3 - 8で、3 - 5は無名であったが、6 - 8にはそれぞれ「掣電」「超塵」、「攝景」という、愛称が付されていた。
形態としては、サドルタンクが運転室から離れ、やや前方のボイラー缶胴上に載っており、前端梁から後端梁まで一直線に伸びた歩み板と煙室扉前の広いスペースが特徴的であった。ただし、これは後年の形態であり、製造当初は煙室下部から前端梁にかけて台枠が下方に向かって斜めに切り取られ、その下部に位置する先輪には一切の覆いがなく剥き出しとなっていた。この改造が、いつどのような理由で施行されたのかは詳らかでないが、連結器の高さを従来の686mmから内地並みの864mmに嵩上してグールド式自動連結器に交換する際、時期としては1902年（明治35年）頃にこの改造を行ったものと推定されている。また、前期形と後期形とでは、前端梁の形態やボイラーの太さに差異があった。
1895年（明治28年）、日清戦争の結果、下関条約により台湾が日本に割譲されると、日本陸軍がこの鉄道を接収し、さらに1899年（明治32年）には台湾総督府内に鉄道部が設立され、本形式もその所属となった。
1900年（明治33年）には、台湾南部の打狗・台南間に鉄道が開業し、台湾総督府鉄道は南北に接続しない鉄道を保有することとなったため、1902年（明治35年）に整理のため北部に所属する機関車には偶数番号を、南部に所属する機関車には奇数番号を与えることとなり、北部に所属した本形式は、それぞれ6, 8, 10, 12, 14, 16と改番された。しかし、縦貫線が全通すると区別をする意味がなくなることから、1908年（明治42年）の全通に先立つ1905年（明治38年）に再度改番を行い、旧番号に復した。
配置は、当初から北部にあり、1904年（明治37年）頃に2両（8, 12）が南部に移ったものの、1914年（大正3年）には、基隆と台北に戻っている。1918年（大正7年）には宜蘭線開業にともない、2両が海路輸送のうえ宜蘭庫に転属し、1920年（大正9年）には全車が宜蘭に集結していた。
大正末期になると、老朽化から状態不良となるものがあらわれ、まず1927年（昭和2年）に1両(3)が廃車となり、1929年（昭和4年）には全車が運用から外され休車となった。4 - 8の廃車は1931年（昭和6年）である。このうち、2両（番号不詳）は大日本製糖に譲渡され、同社の虎尾製糖工場で使用された。
また、「掣電」のプレートは長い間台北工場で埋もれていたが、1935年（昭和10年）の工場移転の際に発見され、保存されている。

## 主要諸元
- 全長：9,104mm
- 全高：3,404mm
- 全幅：2,261mm
- 軌間：1,067mm
- 車軸配置：2-6-2(1C1)
- 動輪直径：910mm
- 弁装置：スチーブンソン式基本型

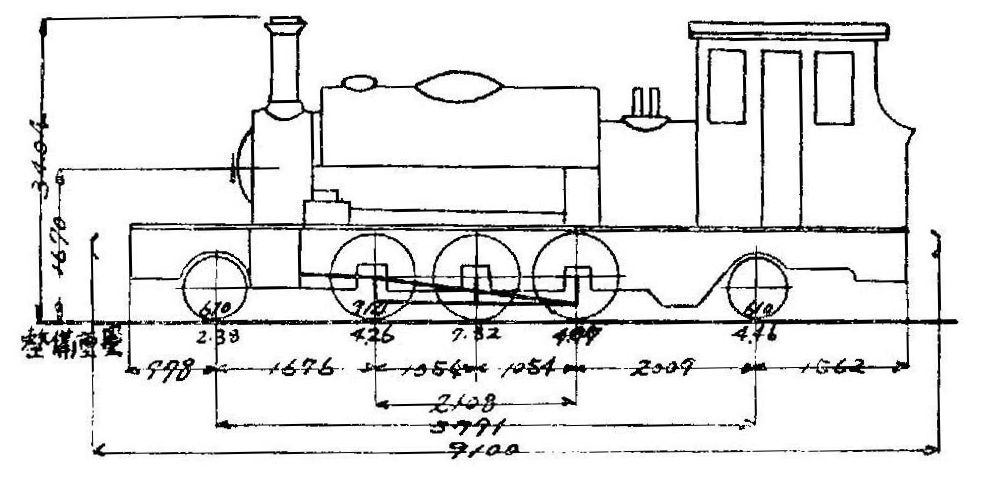
形式図

- シリンダー（直径×行程）：305mm×457mm
- ボイラー圧力：8.5kg/cm2
- 火格子面積：0.77m2
- 全伝熱面積：48.74m2
  - 煙管蒸発伝熱面積：46.65m2
  - 火室蒸発伝熱面積：2.09m2
- 小煙管（直径×長サ×数）：45mm×3,089mm×108本
- 機関車運転整備重量：25.66t
- 機関車空車重量：21.44t
- 機関車動輪上重量（運転整備時）：18.0t
- 機関車最大動輪軸重（第2動輪上）：9.32t
- 水タンク容量：2.27m3
- 燃料積載量：0.95t